# Ly rượu mừng
"Ly rượu mừng" là một bài hát tiếng Việt của nhạc sĩ Phạm Đình Chương, sáng tác năm 1952, bài hát này ra đời trước sự kiện ký kết Hiệp định Genève và từng luôn được nghe tới trong dịp Tết Nguyên đán ở miền Nam Việt Nam trước năm 1975. Tuy nhiên sau khi Việt Nam thống nhất, bài này đã bị Cục Nghệ thuật biểu diễn cấm phổ biến trong hơn 40 năm. Bài hát có âm điệu rộn ràng, tươi vui như một thông điệp, một lời chúc Tết tốt đẹp nhất theo truyền thống dân tộc Việt Nam tới mọi thành phần, lứa tuổi trong xã hội.

## Nội dung
"Ly rượu mừng" là ca khúc mừng xuân với những lời chúc Tết Nguyên đán tới mọi người được hạnh phúc ấm no trong khung cảnh đất nước thanh bình và tự do. Bài hát được viết với điệu nhạc valse, đem lại nét vui tươi sống động khi mùa xuân về. Điệu vanxơ và tiết tấu có nhiều khía cạnh linh hoạt theo nội dung, rất thích hợp cho hợp ca hoặc phối hợp giữa hợp ca và đơn ca.

## Lịch sử
"Ly rượu mừng" được trình bày đầu tiên do ban hợp ca Thăng Long, gồm bốn anh chị em Hoài Trung (Phạm Đình Viêm), Hoài Bắc (Phạm Đình Chương), Thái Hằng (Phạm Thị Quang Thái) và Thái Thanh (Phạm Thị Băng Thanh), ở Sài Gòn. Từ đó, bản nhạc này luôn được hát trong những ngày đón xuân cho tới năm 1975 và cả sau đó ở hải ngoại. Từ sau sự kiện 30 tháng 4 năm 1975, Nhà nước Việt Nam không cho phép phổ biến bài hát này toàn quốc. Đến đầu năm 2016, Cục Nghệ thuật Biểu diễn (Bộ Văn hóa, Thể thao và Du lịch) mới cấp phép cho Phương Nam Film (PNF) được phổ biến lại ca khúc "Ly rượu mừng" ở Việt Nam. Nhân dịp này, PNF phát hành CD Hợp tuyển Xuân chọn lọc với chủ đề Ly rượu mừng cho xuân Bính Thân 2016. Hai ca sĩ Quang Dũng và Phạm Thu Hà được chọn để thể hiện lại ca khúc trong lần ra mắt trở lại này trong nước. Ca sĩ Đức Tuấn cũng phát hành một video ghi hình trong phòng thu âm.
Theo nhà báo Nguyên Minh trên trang Thanh Niên Online, vì việc nhắc tới người lính với những từ ngữ như "binh sĩ", "đời lính" mà bài này bị cấm phổ biến trong nước Việt Nam hơn 40 năm. Bài hát được sáng tác trong khoảng thời gian 1951–1953, và sau khi PNF cùng gia đình nhạc sĩ Phạm Đình Chương lật lại các ghi chép cũ thì họ cho rằng "binh sĩ" ở đây đơn thuần là những người theo phong trào kháng chiến chống thực dân Pháp thời đó.

## Nhận xét
- Nhà thơ Du Tử Lê từng viết: “Tôi muốn gọi 'Ly rượu mừng' là xuân khúc kinh điển nhất của nền tân nhạc Việt Nam. Tính chất 'kinh điển' hiểu theo nghĩa không một thành phần nào của xã hội bị bỏ quên. Và, một cách ý thức, tác giả, đã sắp lại bậc thang giá trị của các thành phần xã hội, với lòng trân trọng, biết ơn của mình".[4]
- Báo mạng Công an TPHCM cho là: "Ca khúc với âm điệu rộn ràng, tươi vui như một thông điệp, một lời chúc tết tốt đẹp nhất theo truyền thống dân tộc, tới mọi thành phần, lứa tuổi trong xã hội."
- Báo Tuổi Trẻ viết: "Trong Ly rượu mừng không chỉ có mùa xuân, tình xuân mà còn có cả khao khát từ ngàn đời: Bạn hỡi, vang lên, lời ước thiêng liêng. Chúc non sông hòa bình, hòa bình. Ngày máu xương thôi tuôn rơi. Ngày ấy quê hương yên vui, đợi anh về trong chén tình đầy vơi.”[5]